# Hervormde kerk (Genderen)
De Hervormde kerk is een kerkgebouw in Genderen in de gemeente Altena in de Nederlandse provincie Noord-Brabant. Het gebouw staat aan de Kerkstraat 29.
Ongeveer 400 meter naar het noordwesten staat elders in het dorp de Gereformeerde kerk van Genderen.

## Geschiedenis
Omstreeks 1100 stond er in Genderen al een kapel op de plaats van ongeveer de huidige kerktoren. In de 13e eeuw werd er hier een kerk gebouwd.
In de 16e eeuw ging de kerk van de katholieken over op de hervormden.
In 1944 werden tijdens de Tweede Wereldoorlog de bovenste verdiepingen van de kerktoren en het gehele schip verwoest. Na herbouw van de kerk met kerktoren werd deze in 1953 opnieuw in gebruik genomen. Bij de herbouw werd er gebouwd op de tufstenen fundamenten uit de 13e eeuw en kon het onderste deel van de kerktoren met koepelgewelf hergebruikt worden in de nieuwe toren. Het herbouwde deel was het ontwerp van architect A.J. van Asbeck.

## Opbouw
Het georiënteerde bakstenen zaalkerkje bestaat uit een westtoren, een eenbeukig schip met vier traveeën en een driezijdig gesloten koor. De kerktoren heeft vier geledingen en wordt gedekt door een tentdak. De gevels zijn voorzien van rondboogvensters en pilasters.